# Xã Brady, Quận Clearfield, Pennsylvania
Xã Brady (tiếng Anh: Brady Township) là một xã thuộc quận Clearfield, tiểu bang Pennsylvania, Hoa Kỳ. Năm 2010, dân số của xã này là 2.000 người.